# حسن العشماوي
حسن محمد العشماوي (1921 - 2 فبراير 1972) هو كاتب ومحامي مصري.

## حياته ونشأته
ولد في مدينة المنيا بصعيد مصر 1340هـ 1921م، ونشأ في أسرة كريمة معروفة، وتلقى تعليمه في المدارس الابتدائية والثانوية، ثم التحق بكلية الحقوق، وتخرج فيها سنة 1942م، ثم حصل على دبلوم القانون الخاص 1942م، ونظراً لتفوقه اشتغل في النيابة، والقضاء، ثم استقال من منصبه في أواخر الخمسينيات كوكيل للنائب العام، وعمل بالمحاماة 1949م.

## انضمامه للإخوان المسلمين
كان قد انضم العشماوي إلى جماعة الإخوان المسلمين سنة 1944م. نظراً لملكاته ومواهبه، تقدم إلى الصفوف الأولى في الجماعة متحملاً عبء الدعوة ومسؤوليتها، وقد تولى الدفاع عن الإخوان المتهمين في قضايا الجيب والأوكار، وفاز بعضوية مجلس نقابة المحامين، وعمل مع والده بمكتب المحاماة، وقد عهدت إليه الجماعة، ليكون أحد طرق الاتصال بتنظيم الضباط الأحرار، الذي أنشأته مجموعة من ضباط الإخوان المسلمين سنة 1948م، ليكون له حرية الحركة، وحرية قبول الأفراد الآخرين من الضباط غير الملتزمين بالاسم، كما اقترح جمال عبد الناصر ذلك على الرئيس محمود لبيب، لأن التوسع لابد منه وليس كل الضباط يلتزمون بالشروط الخلقية التي يتطلبها الانضمام إلى جماعة الإخوان المسلمين، والحاجة جد ماسة لتوسعة التنظيم، ليشمل أكبر عدد من الضباط الناقمين على العهد الملكي والمطالبين بالتغيير، وكان لعبد الناصر ما أراد، حيث اقتنع الصاغ محمود لبيب بوجهة نظره.

## العشماوي وعبد الناصر
كان اتصال الأستاذ حسن العشماوي بعبد الناصر عام 1951م أثناء معارك الإخوان المسلمين في قناة السويس ضد الإنجليز بعد إلغاء معاهدة 1936، حيث أراد الضباط الأحرار التعاون مع الإخوان في المعركة، وتقديم خبراتهم وتدريبهم للمقاتلين وتهيئة السلاح اللازم، وكان ذلك أول لقاء بين حسن العشماوي، وجمال عبد الناصر.
توثقت الصلة فيما بينهما، حتى إذا حصل حريق القاهرة في يناير 1952م وكان الضباط الأحرار لديهم أسلحة وذخائر في بيوتهم، وخشي عبد الناصر من تفتيش بيوت الضباط من قبل البوليس، اتصل بالأستاذ حسن عشماوي وطلب منه أن يخفي الأسلحة في مكان أمين، فاستجاب العشماوي لطلب عبد الناصر على الفور وبدأ نقل الأسلحة إلى مزرعة أهله في مدينة الشرقية، حيث أحضر عبد الناصر تصميماً هندسياً لمخزن الذخيرة وتم الحفر في المزرعة دون علم أحد من آل العشماوي باستثناء حسن العشماوي وزوجته ومنير الدله، وعبد القادر حلمي، وعبد الناصر.
في بداية عهد الثورة كانت الحكومة في حاجة إلى قرض مالي بعد أن جمَّدت بريطانيا رصيد مصر من العملات الإسترلينية عقب إلغاء معاهدة 1936م، مما اضطر عبد الناصر إلى تكليف حسن العشماوي والفضيل الورتلاني بالسفر إلى الكويت لطلب قرض من حكومتها لحكومة الثورة في مصر، كما أن كفاءة حسن العشماوي القانونية أهلته ليكون عضواً في لجنة وضع الدستور المصري عام 1953م.
لكن النجاح الذي أحرزته الثورة بدعم الإخوان المسلمين بدأت الثورة تتجه فيه اتجاهاً استبدادياً لا يرضى بوجود اتجاهات تعارضها في البلاد لا من الإخوان ولا من غيرهم، وبدأ عبد الناصر بتركيز الأمور كلها في يده، وإقصاء كل من يعارضه سواء من الضباط أو غيرهم، بما فيهم الإخوان المسلمون الذين كانوا السند القوي للثورة، حيث بدأ القبض عليهم وإدخالهم السجون واحداً بعد الآخر، ابتداء بالعسكريين منهم، ثم المدنيين من القادة في المرحلة الأولى، حتى شملت الاعتقالات معظم الإخوان المسلمين في القطر المصري بعد حادث المنشية.
كان نصيب حسن العشماوي الاعتقال وإيداعه السجن، ولم تشفع له الصلة التي كانت تربطه بعبد الناصر، وفوجئ حسن العشماوي بالاتهام وتحقيق النيابة معه بأنه "يحرز أسلحة وذخائر في مخبأ بعزبة أسرة العشماوي بالشرقية"، حيث نشرت الصحف على صدر صفحاتها الأولى بخط كبير أن قوات الأمن المصرية عثرت على مستودع كبير مليء بالأسلحة والمواد الناسفة بعزبة تملكها أسرة حسن عشماوي، ولما كان هذا الأمر لا يعرفه إلا جمال عبد الناصر وحسن عشماوي، فقد امتنع العشماوي عن الإدلاء بأية أقوال حتى يحضر عبد الناصر الذي يعرف كل شيء عن هذه الأسلحة، وكانت المفاجأة أن حفظ التحقيق في هذا الاتهام الخطير، لأن هذه الأسلحة هي ملك عبد الناصر وهو الذي أخفاها عند حسن عشماوي.
لم يمكث حسن عشماوي طويلاً بالسجن الحربي، إذ خرج بعد شهرين، ولكنه كان على حذر بعد انعدام الثقة بين النظام وجماعة الإخوان المسلمين، فاستأجر منزلاً جديداً يلجأ إليه مع بعض زملائه ممن اضطرتهم ظروفهم للاختفاء ثم لحق به الأستاذ المرشد حسن الهضيبي بعد أن هوجم بيته ليلاً في غيابه، وتأكد أن أمراً صدر بالقبض عليه، وكانت الأحداث تجري بسرعة، والفتن حالكة الظلام.
في هذه الفترة القلقة، اجتمع الأستاذ المرشد مع زملائه أعضاء مكتب الإرشاد مرتين في ظروف بالغة الحرج، وناقش المجتمعون سياسة الجماعة مع الحكومة وموقفها من الاعتقالات التي استشرت كألسنة النيران في صفوف الجماعة على مستوى القطر المصري، واستبعد الحاضرون سياسة العنف مع الدولة، اقترح البعض القيام باعتصام سلمي يضم الإخوان وغيرهم من أفراد الشعب المصري، يرابطون جميعاً أمام قصر عابدين حتى تنزل الحكومة عن رأيها.
جاءت حادثة المنشية يوم 28 صفر 1374ه (26-10-1954م) لتزيد الأمور تعقيداً، حيث استغلها عبد الناصر استغلالاً بشعاً في التنكيل بجماعة الإخوان المسلمين والزج بهم في السجون. أصر المرشد العام على مواجهة الموقف، ورفض فكرة اللجوء إلى إحدى السفارات العربية، وتم القبض عليه يوم 3 من ربيع الأول 1374ه (30-10-1954م) وأودع السجن مع إخوانه وتلامذته الذين اعتقلوا بالآلاف من مختلف المناطق.
أما الأستاذ حسن العشماوي فرفض أن يسلم نفسه، فاختفى في أحد بيوت معارفه، وفشلت الحكومة في العثور عليه، حتى إنها لجأت إلى أسلوب حقير لإجباره على التسليم، فقبضت على أبيه وكان شخصية عامة ولم تترفق بسنه الذي تجاوز الستين.

## التخفي والهروب
بدأ حسن عشماوي، مغامرة مثيرة في التخفي والهرب عن عيون الأمن، انتقل خلالها من مدينة إلى أخرى، واستقر به المقام في مكان صحراوي قاحل في صعيد مصر لمدة عام، آواه فيه أحد المجرمين السابقين، وتكفل بحمايته، على الرغم من علمه بأنه أحد الهاربين من بطش الحكومة، وكان الرجل كريماً ذا مروءة عالية، فقبل هذه المخاطرة، وقد نجح حسن عشماوي في استخراج شهادة ميلاد جديدة عاش بها فترة من الزمن جاوزت الثلاث سنوات مختفياً عن عيون الحكومة، ثم نجح في الهروب إلى السعودية، حيث عمل مستشاراً بوزارة المالية، ومنها إلى سويسرا، ثم المغرب، حيث عمل أستاذاً بكلية الحقوق بجامعة الرباط، ثم استقر في الكويت، حيث عمل نائباً لرئيس إدارة الفتوى والتشريع، ثم مستشاراً قانونياً لوزارة الدفاع والداخلية في الكويت.

## مؤلفاته
صدرت له بعض المؤلفات منها:
1. مع القرآن .. زاد الرحلة الأولى كتاب الله.
2. مذكرات هارب.
3. قلب آخر من أجل الزعيم (مسرحية عن الدكتاتورية والحرية).
4. الشيخ عليش (سياسية رمزية).
5. تاريخ الحركة الإسلامية في مصر.

## وفاته
توفي حسن العشماوي يوم الأربعاء 17 ذو الحجة 1391 هـ (2 فبراير 1972م) في الكويت.